# Anna Zwirydowska
Anna Zwirydowska (ur. 28 stycznia 1986 w Pieńsku) – polska zapaśniczka, medalistka mistrzostw Europy.
W 2002 i 2003 brała udział w mistrzostwach Europy kadetek (8. i 6. miejsce w wadze do 60 kg). W 2004 zajęła 9. miejsce w wadze do 55 kg na mistrzostwach Europy juniorek, w 2005 zdobyła brązowy medal na mistrzostwach Europy juniorek i zajęła 8. miejsce na mistrzostwach świata juniorek w wadze do 59 kg, a na mistrzostwach świata w 2005 w Budapeszcie zajęła 5. miejsce. W 2006 zdobyła brązowy medal na mistrzostwach świata i Europy juniorek w tej kategorii wagowej. Zajęła 7. miejsce w seniorskich mistrzostwach Europy w 2006 w Moskwie.
Zdobyła brązowy medal w wadze do 59 kg na mistrzostwach Europy w 2007 w Sofii. W tym samym roku zajęła 20. miejsce w wadze do 55 kg na mistrzostwach świata w Baku. Zajęła 7. miejsce w wadze do 55 kg na mistrzostwach Europy w 2008 w Tampere, a na mistrzostwach świata w 2008 w Tokio wykryto u niej stosowanie niedozwolonego dopingu, czego skutkiem była kilkuletnia dyskwalifikacja.
Po zakończeniu okresu dyskwalifikacji zajęła 15. miejsce w mistrzostwach świata w 2013 w Budapeszcie oraz 11. miejsce w mistrzostwach Europy w 2013 w Tbilisi, oba razy w wadze do 59 kg.
Zdobyła srebrny medal w wadze do 55 kg na mistrzostwach Europy w 2014 w Vantaa. Na mistrzostwach świata w 2014 w Taszkencie startowała w wadze do 58 kg (21. miejsce). Na  mistrzostwach świata w 2015 w Las Vegas zajęła 11. miejsce w kategorii do 55 kg.
Była mistrzynią Polski w wadze do 59 kg w 2005, w wadze do 63 kg w 2007, w wadze do 55 kg w 2008 i ponownie w wadze do 59 kg w 2012, 2013 i  2013 oraz brązową medalistką wadze do 59 kg w 2004.